# 羅莫丹 (波爾塔瓦州村莊)
49°53′27″N 33°13′44″E / 49.89083°N 33.22889°E
羅莫丹（羅馬化：Romodan）是烏克蘭的村落，位於該國中部波爾塔瓦州，由盧布尼區負責管轄，處於薩哈河畔，分別距離韋利奇基夫卡1.5公里和別列濟夫卡2.5公里，海拔高度150米，2001年人口506。